# The Dead Boys
The Dead Boys var ett amerikanskt punkband aktivt i slutet av 1970-talet. De blev aldrig lika kända som till exempel Sex Pistols eller The Ramones, men hade ett rykte om sig att vara de mest extravaganta av den tidens punkartister och har fungerat som förebild för många stora band.

## Biografi

### 1975–1976
The Dead Boys historia började 1975 i Cleveland i Ohio, där gitarristen Cheetah Chrome (Eugene O’Connor) och trumslagaren Johnny Blitz (John Madansky) hade ett band vid namn Rocket From The Tombs tillsammans med David Thomas och Peter Laughner. Rocket … var ändå lite för konstnärligt för Blitz och Chrome, som råkade stöta på tre andra musiker: sångaren Stiv Bators (Stephen J Bator Jr), gitarristen Jimmy Zero (William Wilden) och basisten Jeff Magnum (Jeff Halmagy), som tillsammans sökte musiker för att spela Iggy Pop-covers. Så bildades bandet Frankenstein mellan dessa fem.
Frankenstein hade passande sitt första uppträdande på Halloween 1975 och gav samma år ut en småskalig EP som hette Eve of the Dead Boys med de tre låtarna Sonic Reducer, High Tension Wire och Down In Flames, alla tre kommande The Dead Boys-klassiker. Men Clevelands klubbar var för konservativa för det excentriska bandet och 1976 flyttade gruppen till New York och bytte namn till The Dead Boys. Deras första uppträdande skedde på den legendariska klubben CBGB och hade ordnats av Joey Ramone.
The Dead Boys blev snabbt en del av den amerikanska punkscenen tillsammans med band som The Ramones, Johnny Thunders And The Heartbreakers och Television, men tog ofta den vilda och våldsamma scenshowen ett steg längre, ledda av sångaren Stiv Bators. Gruppens första skiva, Young Loud And Snotty, kom ut 1977 på Sire Records och är en av USA:s allra första punkskivor.

### 1977–1979
Efter en lyckad England-turné tillsammans med det brittiska punkbandet The Damned satte sig bandet igen i studion för att spela in We Have Come For Your Children, som gavs ut 1978. På skivan finns klassiker som 3rd Generation Nation och Ain’t It Fun.
Efter en turné i USA började saker och ting se mörka ut eftersom bandets pengar tog slut. De samlades ännu 1979 på CBGBs för att spela in en sista liveskiva för att fullfölja sitt kontrakt med Sire. Men Bators sjöng med vilje förbi mikrofonen, så att bolaget inte skulle kunna ge ut skivan utan hans hjälp. Så 1981, två år efter bandets splittring, sjöng Bators in sångerna på nytt och skivan Night of the Living Dead Boys gavs ut.

### Efter The Dead Boys
The Dead Boys har gjort några få konserter tillsammans efter sjuttiotalet, men det har aldrig varit tal om en fullskalig comeback. De olika medlemmarna fortsatte att fungera USA:s rockvärld. Bäst lyckades kanske Bators, som grundade supergruppen Lords Of The New Church.
År 1990 dog Stiv Bators i en bilolycka. Till hans minne sjöng Michael Monroe tillsammans med Axl Rose en cover av Ain’t It Fun till Guns N' Roses skiva The Spaghetti Incident 1993. Många andra band har också gjort covers på The Dead Boys låtar, mest känd är kanske Pearl Jams version av Sonic Reducer.

## Medlemmar
- Stiv Bators – sång
- Cheetah Chrome – gitarr
- Jeff Magnum – bas
- Jimmy Zero – gitarr
- Johnny Blitz – trummor

## Diskografi
- 1977 – Young Loud and Snotty
- 1978 – We Have Come for Your Children
- 1981 – Night of the Living Dead Boys